# Blue Giant
Blue Giant, typographié BLUE GIANT, est un seinen manga de Shin'ichi Ishizuka, prépublié entre 2013 et 2016 dans le magazine Big Comic et publié par l'éditeur Shōgakukan en un total de dix volumes reliés. La série suit le parcourt de Dai Miyamoto, lycéen vivant à Sendai, dans la préfecture de Miyagi, dans sa quête de devenir le plus grand saxophoniste ténor. La version française est éditée par Glénat depuis juin 2018.
Une deuxième série intitulée Blue Giant Supreme, suivant Dai voyageant en Europe pour parfaire son art, paraît entre 2016 et 2020 dans le même magazine et est compilée en un total de onze volumes reliés. Une troisième série intitulée Blue Giant Explorer, suivant l'histoire de Dai en Amérique, paraît entre mai 2020 et mai 2023 et est compilée en un total de neuf volumes reliés. Une quatrième série intitulée Blue Giant Momentum est prépubliée depuis juillet 2023.
Une adaptation en film d'animation produite par NUT sort au Japon le 17 février 2023.

## Synopsis
Dai Miyamoto est un lycéen vivant à Sendai, dans la préfecture de Miyagi. Il est droit dans ses bottes mais il vit une vie d'étudiant sans savoir ce qu'il veut faire à l'avenir. Un jour, il écoute une chanson de jazz et commence à s’intéresser à la musique. Il décide de s'acheter un saxophone en faisant un petit boulot à temps partiel mais ne parvient pas à réunir la somme suffisante. Son frère, Masayuki, qui était au courant de sa passion, lui a acheté un saxophone. Dai commence à s'entraîner dur pour manier son instrument afin de devenir le meilleur jazzman au monde.

## Personnages
Dai Miyamoto (宮本 大, Miyamoto Dai)
Voix japonaise : Yuki Yamada
Yukinori Sawabe (沢辺 雪祈, Sawabe Yukinori)
Voix japonaise : Shotaro Mamiya (en)
Shunji Tamada (玉田 俊二, Tamada Shunji)
Voix japonaise : Amane Okayama (en)

## Manga
Blue Giant est scénarisé et dessiné par Shin'ichi Ishizuka. La série est prépubliée dans le Big Comic de Shōgakukan entre 10 mai 2013, et le 25 août 2016,. Shōgakukan publie les chapitres en un total de dix tankōbon sortis entre le 29 novembre 2013 et le 10 mars 2017. La version française est éditée par Glénat en autant de volumes sortis entre le 6 juin 2018 et le 19 août 2020.
Une deuxième série intitulée Blue Giant Supreme, suivant les aventures de Dai Miyamoto voyageant en Europe pour parfaire son art, est prépubliée entre 2016 et 2020 dans le même magazine et publiée en un total de onze volumes reliés. La version française est éditée par Glénat en autant de volumes sortis entre le 19 août 2020 et le 15 février 2023.
Une troisième série intitulée Blue Giant Explorer, suivant l'histoire de Dai en Amérique, est prépubliée entre mai 2020 et mai 2023,. Elle est compilée en un total de neuf volumes reliés. La version française est éditée par Glénat avec un premier volume sorti le 23 août 2023.
Une quatrième série intitulée Blue Giant Momentum, suivant Dai à New York, est prépubliée depuis juillet 2023,,.
En Amérique du Nord, Seven Seas Entertainment annonce la sortie de la série en version anglaise en février 2020,. Le manga est publié en édition omnibus double, avec un premier volume sorti le 10 novembre 2020. La série est également publiée en Allemagne par Carlsen Verlag (en commençant par Blue Giant Supreme, qui se déroule en Allemagne) et en Indonésie par M&C! (en).

### Blue Giant
| no | Japonais         | Japonais          | Français          | Français          |
| no | Date de sortie   | ISBN              | Date de sortie    | ISBN              |
| --- | ---------------- | ----------------- | ----------------- | ----------------- |
| 1 | 29 novembre 2013 | 978-4-09-185678-4 | 6 juin 2018       | 978-2-344-02551-2 |
| Liste des chapitres : - Chapitre 1 : THE CHALLENGE - Chapitre 2 : GAMAN-ZAKA - Chapitre 3 : BLUE SUNSET - Chapitre 4 : LIKE FATHER, LIKE SON - Chapitre 5 : SAYONARA GOOD BYE - Chapitre 6 : GIANT STEP - Chapitre 7 : HOW HIGH THE MOON - Chapitre 8 : SLOW HOT WIND             |                  |                   |                   |                   |
| 2 | 28 mars 2014     | 978-4-09-186245-7 | 4 juillet 2018    | 978-2-344-02552-9 |
| Liste des chapitres : - Chapitre 9 : NATSU MATSURI - Chapitre 10 : OCEAN OF DIAMONDS - Chapitre 11 : EVERY TIME WE SAY GOODBYE - Chapitre 12 : ROUND ABOUT MIDNIGHT - Chapitre 13 : CONFIRMATION - Chapitre 14 : ALONE TOGETHER - Chapitre 15 : I KNOW - Chapitre 16 : STRONG MAN |                  |                   |                   |                   |
| 3 | 30 juillet 2014  | 978-4-09-186460-4 | 9 septembre 2018  | 978-2-344-02611-3 |
| Liste des chapitres : - Chapitre 17 : THINK OF ONE - Chapitre 18 : ARE YOU READY? - Chapitre 19 : COUNT DOWN - Chapitre 20 : EVOLUTION - Chapitre 21 : GONE GONE GONE - Chapitre 22 : HIGH STEP - Chapitre 23 : 11:49 PM - Chapitre 24 : MORE THAN YOU KNOW                       |                  |                   |                   |                   |
| 4 | 26 décembre 2014 | 978-4-09-186828-2 | 21 novembre 2018  | 978-2-344-02612-0 |
| Liste des chapitres : - Chapitre 25 : CHERO KEE - Chapitre 26 : DON'T EXPLAIN - Chapitre 27 : ONE TEAR - Chapitre 28 : MOVE - Chapitre 29 : ACT NATURAL - Chapitre 30 : RIVERWIDE - Chapitre 31 : MONEY - Chapitre 32 : PIANO MAN                                                 |                  |                   |                   |                   |
| 5 | 27 février 2015  | 978-4-09-186850-3 | 16 janvier 2019   | 978-2-344-02879-7 |
| Liste des chapitres : - Chapitre 33 : GREETING - Chapitre 34 : TIME AND SPACE - Chapitre 35 : JAZZ PROCESS - Chapitre 36 : TIME WAS - Chapitre 37 : SO WHAT - Chapitre 38 : TO BEGIN - Chapitre 39 : WISH - Chapitre 40 : JAZZ EDUCATION                                          |                  |                   |                   |                   |
| 6 | 30 juillet 2015  | 978-4-09-187257-9 | 17 avril 2019     | 978-2-344-03516-0 |
| Liste des chapitres : - Chapitre 41 : NEVER LET ME GO - Chapitre 42 : ONCE AROUND - Chapitre 43 : WHAT'S NEW - Chapitre 44 : MARCHING MARCH - Chapitre 45 : MAIDEN VOYAGE - Chapitre 46 : LET ME DOWN EASY - Chapitre 47 : SONG IS YOU - Chapitre 48 : I'LL SEE YOU AGAIN         |                  |                   |                   |                   |
| 7 | 30 novembre 2015 | 978-4-09-187406-1 | 19 juin 2019      | 978-2-344-03517-7 |
| Liste des chapitres : - Chapitre 49 : US THREE - Chapitre 50 : THE NEARNESS OF YOU - Chapitre 51 : THE SIDEWINDER - Chapitre 52 : AS TIME GOES BY - Chapitre 53 : UN POCO LOCO - Chapitre 54 : NIGHT RIDER - Chapitre 55 : DREAMER - Chapitre 56 : HOW MY HEART SINGS             |                  |                   |                   |                   |
| 8 | 30 mars 2016     | 978-4-09-187585-3 | 18 septembre 2019 | 978-2-344-03518-4 |
| Liste des chapitres : - Chapitre 57 : BUT NOT FOR ME - Chapitre 58 : ALONE AND I - Chapitre 59 : MINOR MARCH - Chapitre 60 : AND MORE - Chapitre 61 : NOW'S THE TIME - Chapitre 62 : DO A THING - Chapitre 63 : MY FOOLISH HEART - Chapitre 64 : STAR EYES                        |                  |                   |                   |                   |
| 9 | 9 septembre 2016 | 978-4-09-187828-1 | 15 janvier 2020   | 978-2-344-04023-2 |
| Liste des chapitres : - Chapitre 65 : STRAIGHT, NO CHASER - Chapitre 66 : STEP FORWARD - Chapitre 67 : CHANCE IT - Chapitre 68 : MILESTONES - Chapitre 69 : BLUES IN A LIFE - Chapitre 70 : SPEAK NO EVIL - Chapitre 71 : COOL GREEN - Chapitre 72 : FULL HOUSE                   |                  |                   |                   |                   |
| 10 | 10 mars 2017     | 978-4-09-189460-1 | 19 août 2020      | 978-2-344-04024-9 |
| Liste des chapitres : - Chapitre 73 : REMEMBER - Chapitre 74 : PASSION DANCE - Chapitre 75 : SOMETHIN' SPECIAL - Chapitre 76 : FIRE WALTZ - Chapitre 77 : SPEAK LOW - Chapitre 78 : BLUE TRAIN - Chapitre 79 : BLUE MINOR - Chapitre 80 : EAST OF THE SUN                         |                  |                   |                   |                   |

### Blue Giant Supreme

Logo original de Blue Giant Supreme.

| no | Japonais        | Japonais          | Français          | Français          |
| no | Date de sortie  | ISBN              | Date de sortie    | ISBN              |
| --- | --------------- | ----------------- | ----------------- | ----------------- |
| 1 | 10 mars 2017    | 978-4-09-189467-0 | 19 août 2020      | 978-2-344-04243-4 |
| Liste des chapitres : - Chapitre 1 : WONDERLAND - Chapitre 2 : OUT OF NOWHERE - Chapitre 3 : IN BETWEEN - Chapitre 4 : DEEP NIGHT - Chapitre 5 : PEOPLE - Chapitre 6 : AT LAST - Chapitre 7 : NEW POINTS - Chapitre 8 : BABY BREEZE                                   |                 |                   |                   |                   |
| 2 | 30 juin 2017    | 978-4-09-189585-1 | 20 janvier 2021   | 978-2-344-04244-1 |
| Liste des chapitres : - Chapitre 9 : TURNING - Chapitre 10 : MEETIN' TIME - Chapitre 11 : TRANSITION - Chapitre 12 : LES'T GET LOST - Chapitre 13 : ASK ME NOW - Chapitre 14 : MISTY - Chapitre 15 : TIME REMEMBERED - Chapitre 16 : STORM                            |                 |                   |                   |                   |
| 3 | 30 octobre 2017 | 978-4-09-189743-5 | 17 février 2021   | 978-2-344-04279-3 |
| Liste des chapitres : - Chapitre 17 : COME AWAY WITH ME - Chapitre 18 : MY OLD FLAME - Chapitre 19 : GET HAPPY - Chapitre 20 : NATURE BOY - Chapitre 21 : SMILE - Chapitre 22 : SKY HIGH - Chapitre 23 : FROM THIS MOMENT ON - Chapitre 24 : WARRIOR                  |                 |                   |                   |                   |
| 4 | 23 février 2018 | 978-4-09-189843-2 | 17 mai 2021       | 978-2-344-04280-9 |
| Liste des chapitres : - Chapitre 25 : JOY - Chapitre 26 : YOUR STORY - Chapitre 27 : INVITATION - Chapitre 28 : FASCINATING RHYTHM - Chapitre 29 : MY MAN'S GON NOW - Chapitre 30 : BLUE MOON - Chapitre 31 : MESSAGE OF HOPE - Chapitre 32 : COLORS                  |                 |                   |                   |                   |
| 5 | 29 juin 2018    | 978-4-09-860022-9 | 18 août 2021      | 978-2-344-04549-7 |
| Liste des chapitres : - Chapitre 33 : GHOST OF CHANCE - Chapitre 34 : I MEAN YOU - Chapitre 35 : INNER URGE - Chapitre 36 : CAN'T DANCE - Chapitre 37 : MY SHIP - Chapitre 38 : CARAVAN - Chapitre 39 : NOTHING PERSONAL - Chapitre 40 : FOUR BROTHERS                |                 |                   |                   |                   |
| 6 | 30 octobre 2018 | 978-4-09-860169-1 | 1er décembre 2021 | 978-2-344-04550-3 |
| Liste des chapitres : - Chapitre 41 : TIME AFTER TIME - Chapitre 42 : TEA FOR TOW - Chapitre 43 : CLAVIER - Chapitre 44 : DON'T WORRY ABOUT ME - Chapitre 45 : ALL'S WELL - Chapitre 46 : CONVICTION - Chapitre 47 : HENYA - Chapitre 48 : MAKE BELIEVE               |                 |                   |                   |                   |
| 7 | 28 février 2019 | 978-4-09-860265-0 | 2 février 2022    | 978-2-344-04827-6 |
| Liste des chapitres : - Chapitre 49 : TAKE OFF - Chapitre 50 : SOUL DANCE - Chapitre 51 : A SMALL BALLAD - Chapitre 52 : DOUBLE BASS - Chapitre 53 : VIEW FROM ABOVE - Chapitre 54 : REFLECTIONS - Chapitre 55 : THE GOLDEN STRIKER - Chapitre 56 : STARMAKER         |                 |                   |                   |                   |
| 8 | 28 juin 2019    | 978-4-09-860352-7 | 6 juillet 2022    | 978-2-344-04828-3 |
| Liste des chapitres : - Chapitre 57 : CAT BATTLES - Chapitre 58 : PARADOX - Chapitre 59 : YOURS TRULY - Chapitre 60 : SOUS LE CIEL DE PARIS - Chapitre 61 : JUST BY MYSELF - Chapitre 62 : OFF THE WALL - Chapitre 63 : INTERLUDE - Chapitre 64 : MOONLIGHT SUNSHINE  |                 |                   |                   |                   |
| 9 | 30 octobre 2019 | 978-4-09-860499-9 | 21 septembre 2022 | 978-2-344-04829-0 |
| Liste des chapitres : - Chapitre 65 : I'M OLD FASHIONED - Chapitre 66 : JUST IN TIME - Chapitre 67 : ECHOES - Chapitre 68 : SECOND LIGHT - Chapitre 69 : BEYOND THE NEXT HILL - Chapitre 70 : TOGETHER - Chapitre 71 : FAREWELL BLUES - Chapitre 72 : FLAME TO FIRE   |                 |                   |                   |                   |
| 10 | 28 février 2020 | 978-4-09-860583-5 | 16 novembre 2022  | 978-2-344-04830-6 |
| Liste des chapitres : - Chapitre 73 : NOTHING TO LOSE - Chapitre 74 : BLACK BIRD - Chapitre 75 : SPECTRUM - Chapitre 76 : ACKNOWLEDGEMENT - Chapitre 77 : TENOR MADNESS - Chapitre 78 : DEAR FRIEND - Chapitre 79 : WHO AMI - Chapitre 80 : SINCERELY                 |                 |                   |                   |                   |
| 11 | 30 octobre 2020 | 978-2-34-404831-3 | 15 février 2023   | 978-2-344-04831-3 |
| Liste des chapitres : - Chapitre 81 : NO LONELY NIGHTS - Chapitre 82 : HIDE AND SEEK - Chapitre 83 : PYRAMID - Chapitre 84 : A PERFECT DAY - Chapitre 85 : LEAP OF FAITH - Chapitre 86 : WHAT AMI HERE FOR - Chapitre 87 : ARE YOU REAL - Chapitre 88 : TILL ALL ENDS |                 |                   |                   |                   |

### Blue Giant Explorer
| no | Japonais        | Japonais          | Français         | Français          |
| no | Date de sortie  | ISBN              | Date de sortie   | ISBN              |
| --- | --------------- | ----------------- | ---------------- | ----------------- |
| 1 | 30 octobre 2020 | 978-4-09-860813-3 | 23 août 2023     | 978-2-344-05651-6 |
| Liste des chapitres : - Chapitre 1 : THE FIRST TIME - Chapitre 2 : MINOR MEETING - Chapitre 3 : DREAM OF THE RETURN - Chapitre 4 : HOW BLUE - Chapitre 5 : STRODE RODE - Chapitre 6 : THE SHOUTER - Chapitre 7 : FRIP SIDE - Chapitre 8 : YOUR PART TO PLAY                                                  |                 |                   |                  |                   |
| 2 | 26 février 2021 | 978-4-09-861003-7 | 22 novembre 2023 | 978-2-344-05652-3 |
| Liste des chapitres : - Chapitre 9 : DIG THIS - Chapitre 10 : AFTER SUNRISE - Chapitre 11 : GRAND STREET - Chapitre 12 : EASY LIVING - Chapitre 13 : IN THE MOOD - Chapitre 14 : DIG - Chapitre 15 : REJOICE - Chapitre 16 : TENDERLY                                                                        |                 |                   |                  |                   |
| 3 | 30 juin 2021    | 978-4-09-861100-3 | 7 février 2024   | 978-2-344-05653-0 |
| Liste des chapitres : - Chapitre 17 : THE WHEEL - Chapitre 18 : PRETEND - Chapitre 19 : STARRY NIGHT - Chapitre 20 : THE YELLOW NIMBUS - Chapitre 21 : ON A SLOW BOAT TO CHINA - Chapitre 22 : RE RUN - Chapitre 23 : DO NO WHY - Chapitre 24 : GENTLE WIND                                                  |                 |                   |                  |                   |
| 4 | 29 octobre 2021 | 978-4-09-861177-5 | 2 mai 2024       | 978-2-344-05654-7 |
| Liste des chapitres : - Chapitre 25 : WHO KNOWS - Chapitre 26 : SIDEWALK BLUES - Chapitre 27 : YOU KNOW I CARE - Chapitre 28 : INVOCATION - Chapitre 29 : THE HARVEST - Chapitre 30 : SONRISAS - Chapitre 31 : THE BELL RINGER - Chapitre 32 : TIME TO LEAVE AGAIN                                           |                 |                   |                  |                   |
| 5 | 28 février 2022 | 978-4-09-861277-2 | 21 août 2024     | 978-2-34-405655-4 |
| Liste des chapitres : - Chapitre 33 : HAPPY MADNESS - Chapitre 34 : SOUVENIRS - Chapitre 35 : LEFT ALONE - Chapitre 36 : SOMEWHERE - Chapitre 37 : VISITOR FROM NOWHERE - Chapitre 38 : SCRAPPLE FROM THE APPLE - Chapitre 39 : JUST IN TIME - Chapitre 40 : WHEN JOHNNY COMES MARCHING HOME                 |                 |                   |                  |                   |
| 6 | 30 juin 2022    | 978-4-09-861369-4 | 6 novembre 2024  | 978-2-34-405656-1 |
| Liste des chapitres : - Chapitre 41 : YOU AND MUSIC - Chapitre 42 : DEDICATED TO YOU - Chapitre 43 : TRANSITION THEME - Chapitre 44 : THE TOM AND JERRY SHOW - Chapitre 45 : AGITATION - Chapitre 46 : ONE BY ONE - Chapitre 47 : THE HEAT'S ON - Chapitre 48 : ON THE CORNER                                |                 |                   |                  |                   |
| 7 | 28 octobre 2022 | 978-4-09-861466-0 | 19 février 2025  | 978-2-34-405991-3 |
| Liste des chapitres : - Chapitre 49 : FINAL THOUGHT - Chapitre 50 : LESTER LEFT TOWN - Chapitre 51 : WHEN THE SAINTS GO MARCHING IN - Chapitre 52 : WHERE WE STAND - Chapitre 53 : WAY DOWN YONDER IN NEW ORLEANS - Chapitre 54 : DEAR LOUIS - Chapitre 55 : LITTLE PEACE - Chapitre 56 : AT THE LAST MINUTE |                 |                   |                  |                   |
| 8 | 10 février 2023 | 978-4-09-861638-1 | 21 mai 2025      | 978-2-34-405992-0 |
| Liste des chapitres : - Chapitre 57 : EVERYBODY'S TALKING - Chapitre 58 : WILD DOG - Chapitre 59 : BYE AND BYE - Chapitre 60 : WHAT HAPPENING HERE(NOW)? - Chapitre 61 : TOWN WITH NO CHEER - Chapitre 62 : TRY ME BABY - Chapitre 63 : IN A TRANCE - Chapitre 64 : WING SONG                                |                 |                   |                  |                   |
| 9 | 29 février 2024 | 978-4-09-862749-3 |                  |                   |

### Blue Giant Momentum

Logo original de Blue Giant Momentum.

| no | Japonais        | Japonais          | Français       | Français |
| no | Date de sortie  | ISBN              | Date de sortie | ISBN     |
| -- | --------------- | ----------------- | -------------- | -------- |
| 1  | 29 février 2024 | 978-4-09-862750-9 |                |          |
| 2  | 28 juin 2024    | 978-4-09-863013-4 |                |          |
| 3  | 30 octobre 2024 | 978-4-09-863119-3 |                |          |
| 4  | 28 février 2025 | 978-4-09-863372-2 |                |          |
| 5  | 30 juin 2025    | 978-4-09-863475-0 |                |          |

## Adaptation en film d'animation

Logo original du film d'animation.

Une adaptation en film d'animation est annoncée le 21 octobre 2021, produite par NUT et réalisée par Yuzuru Tachikawa, sur un scénario de Number 8, avec un character design de Yūichi Takahashi, également chef de l'animation. La sortie du film est originellement prévue pour 2022, mais est finalement repoussée au 17 février 2023. Le film est licencié en Amérique du Nord par GKIDS (en).
En France, le film sort le 6 mars 2024, distribué par Eurozoom.

## Distinctions
La série est nommée à deux reprises pour le Manga Taishō, en 2015 et 2016, et reçoit le prix Shōgakukan en 2016 et le prix du Japan Media Arts Festival en 2017. Le tome 3 est également nommé en sélection officielle du festival d'Angoulême 2019. Le tome 1 de la série Blue Giant Explorer est nommé en sélection officielle du Festival d'Angoulême 2024.